# Ariles Adjaoud
Ariles Adjaoud (ur. 19 grudnia 1996) – francuski zapaśnik walczący w stylu klasycznym. Brązowy medalista mistrzostw śródziemnomorskich w 2015. Wicemistrz Francji w 2016 roku.